# Clearview (Virginia Occidental)
Clearview es una villa ubicada en el condado de Ohio en el estado estadounidense de Virginia Occidental. En el Censo de 2010 tenía una población de 565 habitantes y una densidad poblacional de 525,66 personas por km².

## Geografía
Clearview se encuentra ubicada en las coordenadas 40°8′25″N 80°41′32″O / 40.14028, -80.69222. Según la Oficina del Censo de los Estados Unidos, Clearview tiene una superficie total de 1.07 km², de la cual 1.07 km² corresponden a tierra firme y (0%) 0 km² es agua.

## Demografía
Según el censo de 2010, había 565 personas residiendo en Clearview. La densidad de población era de 525,66 hab./km². De los 565 habitantes, Clearview estaba compuesto por el 99.29% blancos, el 0.35% eran afroamericanos, el 36.46% eran amerindios, el 0% eran asiáticos, el 0.18% eran isleños del Pacífico, el 0% eran de otras razas y el 0.18% pertenecían a dos o más razas. Del total de la población el 0.35% eran hispanos o latinos de cualquier raza.